# Công chúa Nukata
Vương tước Nukata (額田王 (Ngạch Điền vương) Nukata no Ōkimi, c. 630–690 CE) là một nhà thơ nổi tiếng của Nhật Bản trong Thời kỳ Asuka.
Bà là con gái của Hoàng tử Kagami và được cho là em gái của Công chúa Kagami. Công chúa Nukata trở thành sủng thê của Thiên hoàng Tenmu và hạ sinh cho ông một cô con gái là Công chúa Tōchi (sau này trở thành Hoàng hậu của Thiên hoàng Kōbun). Một truyền thuyết cho rằng sau đó bà trở thành thê thiếp của Thiên hoàng Tenji, anh trai của Thiên hoàng Tenmu, nhưng không có bằng chứng nào cho việc này.
Công chúa Nukata là một trong những nhà thơ nữ vĩ đại nhất thời kỳ Asuka; Mười ba bài thơ của bà đã xuất hiện trong Vạn Diệp tập: Đó là các bài thơ: Bài thơ số 7, số 9, 16,18, 20, 112, 113, 151, 155, 488 và 1606. (bài thơ số 1606 được cho là sự lặp lại của bài thơ số 488) Hai trong số những bài thơ đó được in lại trong các tập thơ sau này là Shinchokusen Wakashū và Shinshūi Wakashū.
Trong đó, bài thơ số 9 được coi là bài thơ nổi tiếng nhất Vạn Diệp tập, do độ khó trong việc lý giải ý nghĩa của nó.Nguyên văn bài thơ này như sau:
| Nguyên gốc                               | Phiên mã                                       | Rômaji                                                     | Dịch                                                                       |
| 囂 圓 隣 相 七兄 爪 瀬 子 立 為 可 新 何 | 囂 円 隣 相 七兄 爪 が 背 子 立 た せ む 樫 が | ***** ******* wa ga seko ga itataseri ken itukashi ga moto | ***** ******* ... tình yêu của ta sẽ mãi đứng dưới chân cây sồi thiêng này |
|                                          |                                                |                                                            |                                                                            |

Những câu thơ sau đây đã được công nhận về ý nghĩa sâu sắc của nó, bao gồm:
- 木 綿 取 り 祝 鎮 むる(Yūtori shi, iwaishizumuru...), Kaoru Tani
- 紀 の 国 の 山 越 えて 行 け(Ki-no-kuni no yama koete yuke...), Kada no Azumamaro
- 三室 の 山 見 つ つ行け(Mimuro-no-yama mitsutsu yuke...), Mokichi Saitou
- 三 諸 の 山 見 つ つ 行け(Mimoro-no-yama mitsutsu yuke...), Kamochi Masazumi
- み 吉野 の つつ行け (Miyoshino no yama mitsutsu yuke...), Tokujirō Oyama
- 香具山の　国見さやけみ(Kaguyama no kuni misayakemi...), Kaneko
- 坂鳥の　掩ふな朝雪(Sakatori no ōuna asayuki...) Teiichi Kumekawa
- 静まりし　浦波さわく (Shizumarishi uranami sawaku...), Hisataka Omodaka
- 静まりし　大夫ら佇ち(Shizumarishi taburatsumadachi...), Mineko Kawaguchi
- 静まりし　雷な鳴りそね(Shizumarishi raina narisone...), Toshihiko Tsuchihashi
- 和まりし　相会ふそあけ(Nagomarishi aiau soake...)
- 勾の　田蘆見つつ行け(Magari no tabushi mitsutsuyuke...), Bunmei Tsuchiya
- まつち山　見つつこそ行け (Matsuchi-yama mitsutsu kosoyuke...), Inoue Michiyasu
- (夕月の　光踏みて立て/Yūzuki no kage fumite tate...), Sueo Itami
- 夕月の　仰ぎて問ひし(Yūzuki no aogite toishi...), Sengaku, Kimura Masakoto
- 夕月し　覆ひなせそ雲(Yūzuki shi ōinaseo kumo...), Keitsū

Theo Alexander Vovin, hai dòng đầu tiên nên được đọc bằng tiếng Triều Tiên cổ, theo đó ý nghĩa của chúng tương tự như những dòng được đề xuất bởi Sengaku.